# Francisco Hernández Ortiz Pizarro
Francisco Hernández Ortiz-Pizarro (27 de julio de 1555–1613) fue un conquistador español que destacó como fundador de los pueblos de Calbuco y Carelmapu en la Región de los Lagos de Chile. Nació en Villacastín, España.

## Biografía

### Primeros años
Nació en Villacastín, un pueblo aledaño a la ciudad de Segovia, que se ubica en una de las vertientes orientales de la sierra del Guadarrama.El padre de Francisco era batanero y gozaba de una posición holgada gracias al desengrase y enfurtido de los tejidos de lana. 
En la Iglesia de Villacastín se encuentra una efigie religiosa en cuyo pedestal se encuentra la siguiente inscripción:

 : "El doctor don Tomas Pizarro, Oidor de la Real Audiencia de Guadalajara en Indias, originario de esta villa y nieto señor Francisco Hernández Ortiz Pizarro, dio a nuestra Señora del Carrascal esta escultura"
Félix Martin M

### Matrimonio
Se casó con María Cortés Monroy (circa 1601), entonces una joven de 18 años, hija del capitán Pedro Cortés y Elena de Tovar.

### Conquista de Chile
Inicia viaje a América del Sur y llega a Chile. Llegado a Santiago de Chile se integró de lleno a combatir las rebeliones indígenas. Se destacó en la toma del fuerte Hualqui. Invernó en Paicaví, en 1578, en un tiempo de tantas “aguas y tempestades y fríos” que “durante dos meses y medio no dejó un solo día de llover”. Su hermano, Andrés Ortiz murió circa de esta fecha. El otro murió en la travesía del Atlántico.
Lo nombra Capitán el mariscal Martín Ruiz de Gamboa en 1580 para pacificar la zona de Chillán. colaboró a poblar la ciudad en sus inicios como San Bartolomé de Chillán. Después permaneció dos años como corregidor de la Villarrica. Posteriormente aparece en los escritos como  “Corregidor de la ciudad de Osorno y sus términos”
En Osorno debe enfrentarse a la rebelión huilliche que en torno al año 1603 buscaba destruir la ciudad y expulsar a los españoles del territorio. En este contexto, apoyado por indios amigos, lidera el éxodo de sobrevivientes en dirección al sur, donde llegan al sector de la actual comuna de Calbuco, donde finalmente se asientan. En ese lugar se funda un fuerte provisorio, al que le sigue la fundación de un segundo asentamiento militar en la actual localidad de Carelmapu. Durante este periodo y hasta 1604 administró esos territorios como Gobernador de Chiloé.

## Encomendero
El gobernador Alonso García Ramón le premio con una encomienda de indios en Concepción y una merced de tierras en Conchalí –Canela La Baja- en el valle del Choapa, un feudo que Francisco no alcanzaría a conocer

## Muerte
Por un litigio que interpuso doña María Cortes Monroy en reclamo de la merced de tierras de Canela La Baja, se sabe que Francisco Hernández Ortiz-Pizarro estaba ya muerto en 1613.